# Der Student von Salamanca
Der Student von Salamanca (original: El estudiante de Salamanca) ist ein narratives Langgedicht des spanischen Romantikers José de Espronceda. Erste Fragmente wurden zu Beginn des Jahres 1837 veröffentlicht, das komplette Werk schließlich 1840 im Sammelband Poesías. Das Gedicht, das durchgehend in assonantisch reimenden Versen gehalten ist, wird stellenweise durch dramatische Passagen unterbrochen. Es stellt eine Variation auf den Don-Juan-Mythos dar, wobei dem Protagonisten Don Félix de Montemar dessen Rolle zufällt.

## Handlung
Der notorische Schürzenjäger Don Félix verführt und verlässt die gutgläubige Elvira, die daraufhin aus Liebe und Trauer zugrunde geht. Ihr Bruder tritt auf, sie zu rächen, wird jedoch im Folgenden von Don Félix im Duell getötet. Kurz darauf trifft Montemar auf eine verhüllte weiße Dame und beschließt, ihr zu folgen. Es beginnt eine traumhafte Sequenz, die mit einem Abstieg in eine Grablandschaft endet. In einem gotisch-romantischen Finale entdeckt Don Félix schließlich die Identität der Unbekannten: Es ist die verstorbene Elvira, ein Skelett in weißem Brautkleid, die ihm nun zur Frau gegeben wird. Der eisig kalte Kuss des Totenschädelgesichtes schließlich lässt Montemars Lebensgeister ebenfalls schwinden.